# محمدقلی سلیم تهرانی
محمدقلی بیگ طرشتی تهرانی متخلص به سلیم (؟ -۱۰۵۷ قمری) شاعر ایرانی و از شاعران فارسی‌زبان دربار مغولان هند در نیمهٔ اول سدهٔ یازدهم هجری/هفدهم میلادی بود.

## زندگی و پیشه
محمدقلی طرشتی تهرانی در سالی نامعلوم در تهران زاده شد. او تحصیلات منظمی در مدرسه نگذراند «ولی چنان‌که از شعرش دریافته می‌شود، گذشته از استعداد فطری از دانش‌های زمان خود بی‌اطلاع نبود.» نخستین دورهٔ شاعری او در لاهیجان گذشت، آنجا همراه ملا واصبا (واصب قندهاری) و ملا حسینا (متخلص به صبوحی) ملازم میرزاعبدالله وزیر بود. سلیم در دههٔ ۱۶۲۰م/۱۰۲۰ق چندسالی در اصفهه ان بسر برد سپس به شیراز کوچ کرد، آنجا مدتی در خدمت امام‌قلی‌خان، والی فارس بود. سپس به روزگار شاه‌جهان پیرامون سال ۱۶۳۲م به هندوستان مهاجرت کرد و نزد او و میر عبدالسلام مشهدی جایگاهی یافت. به سبک هندی سرود و سلیم تخلص گرفته. «در سرودن اقسام شعر و آوردن مضامین بکر و تازه دستی داشته‌است.» در هند، نخست نزد اسلام خان وزیر اعظم خدمت نمود، «در مدح او شعر بسیار گفته، اگرچه شهرتی در اخذ معنی مردم دارد اما معانی غریب و لطیف هم زادهٔ طبع خود دارد». در وصف کشمیر یک مثنوی تمام سرود.

سلیم تهرانی در سال ۱۰۵۷ق/۱۶۴۷م در کشمیر درگذشت، ماده‌تاریخ آن از نظمی تبریزی در مدح او:
| تا که از دست داده‌است سلیم |  | با ندم گشته روزگار ندیم   |
| آنکه از زادن همانندش      |  | می‌توان گفت شد زمانه عقیم  |
| نکته‌سنجی که معجز قلمش     |  | برتر آمد ز معجزات کلیم    |
| در جهان فضیلت، از مرگش    |  | خللی اوفتاد سخت عظیم      |
| آه از کید آسمان دغل       |  | وای از جور روزگار لئیم    |
| در پی سال مرگ او بودم     |  | دل رقم زدک که:آه فضل سلیم |

آرامگاه او در مزار شعرای کشمیر برپا بوده‌است.

## اشعار
شعر او را به «نازکی خیال، خلق مضمون‌های دقیق تازه و سعی در ارسال مثل و تمثیل» وصف کرده‌اند. به دیدگاه ذبیح‌الله صفا، زبانش در شعر ساده و گاه (به‌ویژه در قصیده و مثنوی) تا حدی سست و نزدیک به زبان عامیانه است «و این بیشتر از آنجاست که سلیم تحصیل مدرسه‌ای کافی نداشت و گویا تتبع او هم در دیوان‌های استادان گذشته کم بود و بیشتر به نیروی استعداد شاعری می‌کرد.»

## زندگی شخصی
سلیم تهرانی هنگامی که ساکن لاهیجان بود، ازدواج نمود و یک پسر داشت.

## نمونه اشعار
| تجلی برنمی‌تابی ز بیتابی چه سود اینجا    |  | که موسی هم تمنا کرد و خود را آزمود اینجا   |
| غمش را از عدم با خود دل ما در وجود آورد |  | در آنجا زخم را بستیم و خون او گشود اینجا   |
| سبک روحان شوق او گران‌جانی نمی‌دانند      |  | رود بر باد پیش از شعله خاکستر چو دود اینجا |

| آن بلبلم که هرگاه، از دل کشم فغان را |  | از خون چو ساغر می، پر سازم آشیان را |
| نه الفتی به مرغان، نه رغبتی به افغان |  | من بلبل غریبم این باغ و بوستان را   |

| چه منّت است اگر شیوه وفا آموخت؟     |  | محبتی که به ما می‌کند ز ما آموخت!     |
| چو غیر گریه درین باغ رسم دیگر نیست |  | به حیرتم که گل این خنده از کجا آموخت |